# Egzyna

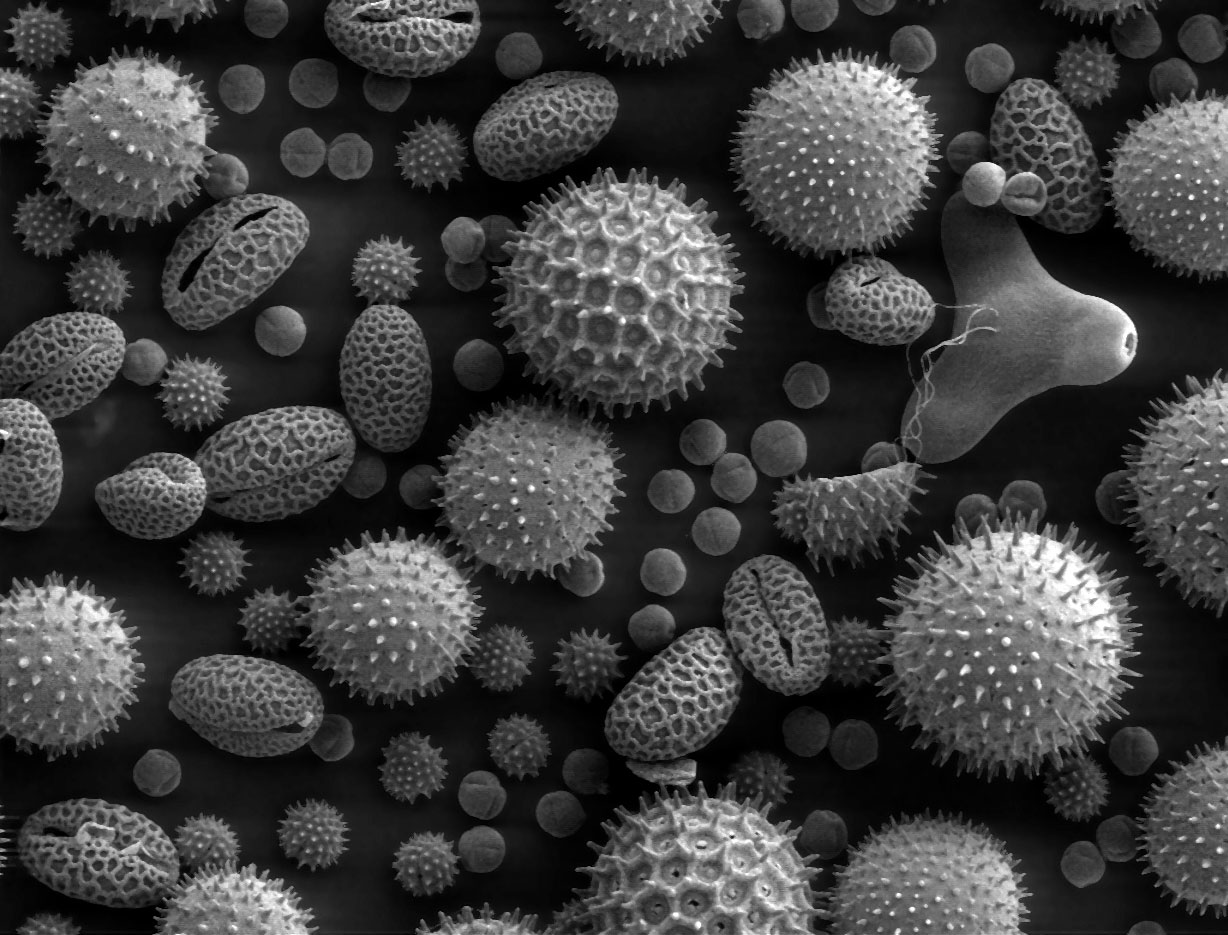
Różne formy urzeźbienia powierzchni egzyny na ziarnach pyłku 6 gatunków roślin

Egzyna – zewnętrzna warstwa ściany komórkowej zarodników mszaków, paprotników i mikrospory u nasiennych. W wąskim znaczeniu ściana otaczająca ziarno pyłku u roślin nasiennych, podczas gdy jej odpowiednik u zarodników określany jest nazwą exosporium (egzospora).

## Rośliny nasienne
Egzyna jest zbudowana z wyjątkowo odpornej mieszaniny substancji określanych jako sporopolenina. Otacza mikrosporę, a gametofit męski wykształca się wewnątrz otoczki tworzonej przez egzynę. U nagonasiennych egzyna otaczająca ziarno pyłku oddziela się od intyny tworząc dwie komory powietrzne ułatwiające przenoszenie przez wiatr. Po dostaniu się na szczyt ośrodka otoczka z egzyny pęka, umożliwiając wzrost łagiewki pyłkowej.
U okrytonasiennych ma dwie warstwy: zewnętrzną, urzeźbioną warstwę, segzynę oraz wewnętrzną pozbawioną rzeźby, negzynę, które przykrywają wewnętrzną intynę. W warstwie egzyny pyłku występują pory umożliwiające wydostanie się łagiewki pyłkowej na zewnątrz.
Schemat budowy egzyny może być charakterystyczny dla określonego gatunku i jest brany pod uwagę przy dokonywaniu podziałów taksonomicznych, co stało się możliwe dzięki użyciu mikroskopu elektronowego. Wysoka odporność egzyny na czynniki środowiskowe umożliwia identyfikację gatunków na podstawie pyłku zachowanego w osadach geologicznych nawet po tysiącach lat.

### Rzeźba powierzchni
Ze względu na rzeźbę (skulpturę) wyróżnia się kilkanaście typów morfologicznych powierzchni egzyny:
- rzeźba bez elementów sterczących:
  - powierzchnia gładka (ang. psilate)
  - powierzchnia drobnodziurkowana (ang. punctate)
  - powierzchnia jamkowata (ang. foveolate)
  - powierzchnia rowkowana (ang. fossulate)
- rzeźba z elementami sterczącymi:
  - powierzchnia ziarnista (ang. granulate)
  - powierzchnia szorstka (ang. scabrate)
  - powierzchnia buławkowata (ang. gemmate)
  - powierzchnia maczużkowata (ang. clavate)
  - powierzchnia brodawkowata (ang. verrucate)
  - powierzchnia pałeczkowata (ang. baculate)
  - powierzchnia kolczasta (ang. echinate)
  - powierzchnia ciernista (ang. spinose)
  - powierzchnia zmarszczkowata (ang. rugulate)
  - powierzchnia prążkowana (ang. striate)
  - powierzchnia pasmowata (ang. cicatricose)
  - powierzchnia siatkowata (ang. reticulate)
  - powierzchnia alweolarna (ang. alveolate)